# Onyx.tv
Onyx.tv (Eigenschreibweise onyx.tv) war ein von der Onyx Television GmbH produziertes TV-Musikprogramm.
Im Gegensatz zu MTV und VIVA hatte es den Ruf, weniger Mainstream, sondern alternative Musik wie Punk, Elektronische Musik oder Trip-Hop zu senden.
Der Sendestart erfolgte am 6. Januar 1996 unter dem Namen Onyx Music Television (Eigenschreibweise ONYX Music Television).
Am 15. September 2004 ersetzte die französische Muttergesellschaft Groupe AB den Sender durch den Dokumentationskanal terranova.

## Geschichte

### Die Anfangsphase (1996 bis 2000)

Logo aus der Anfangsphase

Zu Beginn widmete sich das 18-stündige Programm Onyx den Genres Jazz, Country, Schlager und Klassik. Ältere Videoclips aus den 1970er und 1980er Jahren wurden jedoch ebenso in die Playlist aufgenommen wie aktuelle Stücke, die einen gewissen Anspruch erfüllten. Damals sendete man noch mit einer Rheinland-Pfälzischen Sendelizenz aus den Räumlichkeiten der Wagner&TaunusFilm in Ingelheim, mit Büros in Dortmund und verbreitete den analogen Sender mit einem gemieteten BT-Uplink aus Ingelheim über den in Deutschland wenig populären Hotbird-Satelliten. Vereinzelt war man auch im Kabelnetz vertreten.
Am 4. September 1998 wurde angekündigt die Sendungen ab 1. Oktober 1998 aus Ingelheim einzustellen und in digitaler Form von Paris aus fortzusetzen. Zu dieser Zeit gab es lediglich eine Sendelizenz zum Senden aus Rheinland-Pfalz. Im Juni 1999 wurde die Sendezeit auf täglich 24 Stunden erweitert. Im Oktober zog man in den Kölner Mediapark, wo auch andere Fernseh- und Radiostationen wie VIVA und Eins Live vertreten waren.
Das Programm war in dieser Form allerdings unrentabel, so dass man sich dazu entschloss, den Sender umzupositionieren. Bisherige Programminhalte sollten auf eine digitale Plattform namens Onyx.plus ausgelagert werden, welche zusätzlich Sender über Natur, Wissenschaft, Automobile, Erotik sowie interaktive Unterhaltung bereitstellen würde. Zudem wurde die Aufschaltung von Onyx auf einem analogen Sendeplatz auf dem ASTRA-Satelliten am 1. September 2000 (zeitgleich mit VIVA) angekündigt, um das umgestaltete Programm bekannter zu machen. Sowohl die Ankündigungen zu Onyx.plus als auch zum ASTRA-Sendeplatz wurden zu einem späteren Zeitpunkt revidiert.

### Der Neustart (2000 bis 2001)
Am 9. September 2000 wurde der Sender in Onyx.tv (englisch ausgesprochen: „Onyx-dot-ti-vi“) umbenannt und war seitdem „jünger“ angelegt. Die neue, jüngere Zielgruppe wurde zur „Generation Onyx“ getauft und der Slogan lautete „Test the best“. Herzstück des neuen Sendeschemas waren Sendungen, die sich an die „Music Generation“ bzw. „Club Generation“ und „Fun Generation“ richteten. Mit einem erhöhten Anteil an aktuellen Videoclips versuchte man, neue Zuschauer zu gewinnen.
Ein Novum stellte die „Movie Generation“ dar. Es wurden – fast immer ältere – Filme der Kinowelt ausgestrahlt, womit Onyx.tv kein reiner Musiksender, sondern vielmehr ein Unterhaltungsprogramm war.
Nach mehr als einem Jahr ging dieses Konzept jedoch unter und die Musikclips und Sendungen wurden vielfältiger. Die Movie Generation wurde aus dem Programm genommen und wich vorerst einer verlängerten Music Generation, bis auch sie gemeinsam mit der Club Generation verschwand und durch ein neues Programmschema ersetzt wurde.

### Der Relaunch (2001 bis 2004)
Ab dem Herbst 2001 wurden bei Onyx.tv (inzwischen deutsch ausgesprochen: „Onyx-Punkt-Te-Vau“) vor allem Clips aus den Charts und den 70er, 80er und 90er Jahren gespielt. Eine TED-Umfrage, die zu dem Ergebnis kam, dass sich der Großteil der Zuschauer eine eigene Sendung für Videos aus den 80ern und 90ern wünscht, war der Auslöser für die Sendungen Forever Young (mit Hits aus den 80ern) und Remember the Time (mit Hits aus den 90ern).
Dieser großen Resonanz folgte der Beschluss, das Senderprofil durch eine erhöhte Anzahl an moderierten, speziellen Sendungen zu schärfen. So wurden etwa Rock On!, ein von Axel Terporten moderiertes Format, und Schattenreich, moderiert von Medusa, ins Programm aufgenommen. Nahezu jedes populäre Musikgenre erhielt sein eigenes Format. Zudem orientierten sich Sendungen wie Onyx@morning, chill@onyx am späten Abend und Onyx@night an den Tagesrhythmus. Der Claim lautete „Music is our message“.

## Teletext und Website
Der Internetauftritt und der Teletext von Onyx.tv zeichnete sich durch seine hohe Musikkompetenz aus. Zudem boten Foren – auch im Teletext – dem Zuschauer die Möglichkeit, sich auszutauschen. Beide Mediendienste wurden von der Leipziger Agentur PMS-Interactive produziert und vermarktet.
Ein Kuriosum stellt hierbei eine zweimonatige Pause ab dem 1. Januar 2004 dar. Der Videotext sollte fortan von der Groupe AB in Paris produziert und gestaltet werden. Der unvollständig ausgebaute Dienst wurde jedoch nie aktualisiert. Die Homepage blieb auf dem Stand vom 31. Dezember 2003. Zum März 2004 wurden diese Schritte wieder rückgängig gemacht.

## Einstellung
Besonders dadurch, dass Onyx.tv nicht überall im Kabelnetz oder nur über den Hotbird-Satelliten empfangbar war und mit finanziellen Problemen zu kämpfen hatte, gab es bereits seit dem Jahr 1997 Gerüchte über eine Insolvenz des Senders. Diese erwiesen sich stets als falsch, jedoch erfuhr der Sender viele Konzeptänderungen. Die letzte wendete sich definitiv vom Musikfernsehen ab, als angekündigt wurde, am 9. September 2004, also vier Jahre nach der Programmreform, anstelle von Onyx.tv mit dem – inzwischen komplett eingestellten – Natursender terranova einen Neustart zu wagen. Tatsächlich sendete Onyx.tv noch bis zum 15. September 2004 in die Morgenstunden (ca. 06:45 Uhr) hinein. Das letzte gespielte Video war Goodbye von den Spice Girls.

## Moderatoren
Als Moderatoren waren für Onyx.tv u. a. Axel Terporten (vorher Moderator bei VIVA und VIVA Zwei), Damae (Frontfrau der Dance-Gruppe Fragma), Daniel Aminati, DJ Terence (Regieassistent und DJ), Judith Pinnow, Medusa (in der Schwarzen Szene bekannt), Sinta Weisz (Schauspielerin und Model, hatte einige Wochen lang Gastauftritte in der RTL-Soap Unter uns), Stefanie Mensing (Schauspielerin und Moderatorin, vorher u. a. für die Loveparade-Übertragung bei RTL II tätig gewesen) und Trooper Da Don tätig.